# CSU 90

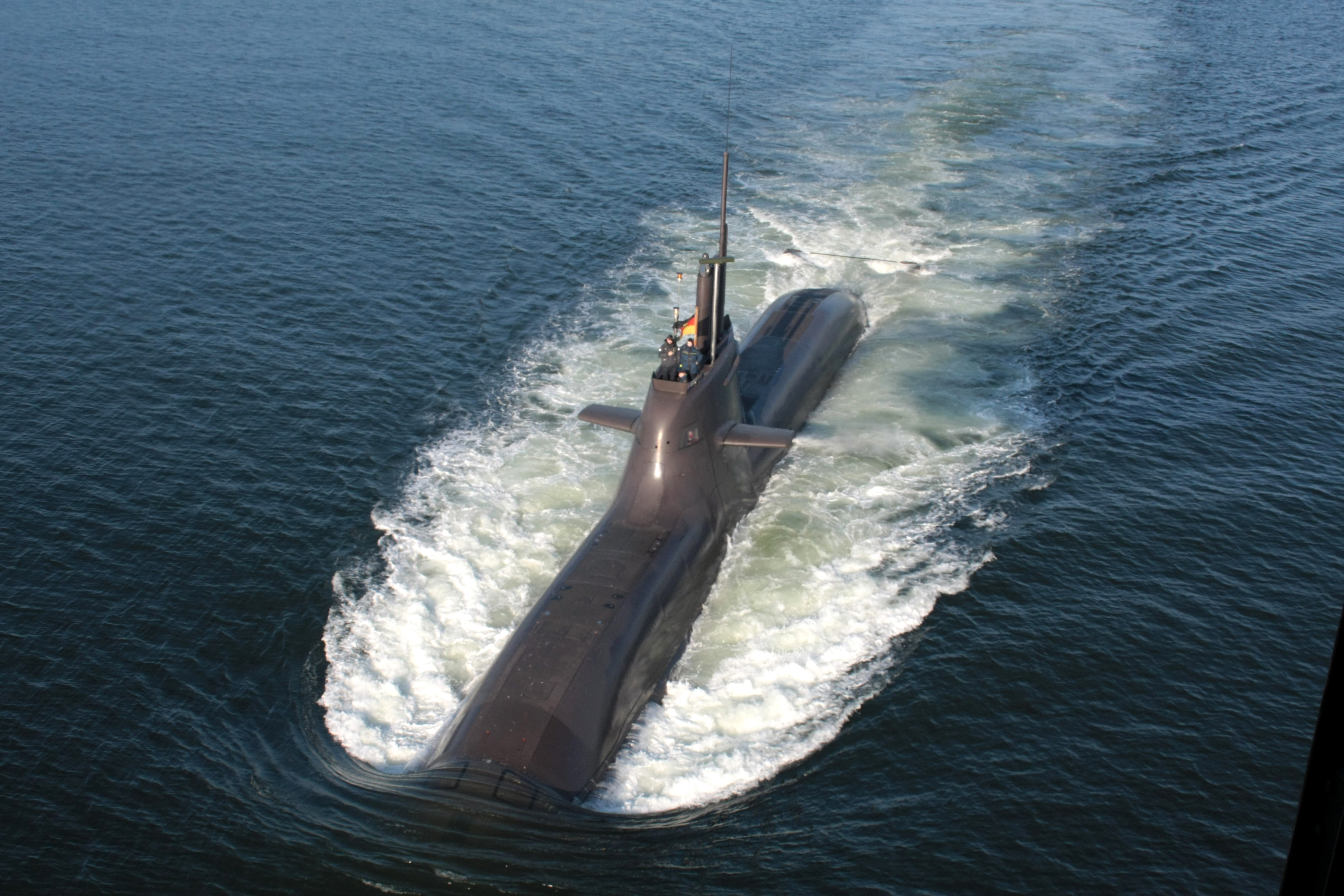
U 32 vom Typ 212 A auf Überwasserfahrt

Das Compact Sonar U-Boote 90 (CSU 90) ist ein von Atlas Elektronik entwickelter Verbund von Sonarsystemen, der bei fünf verschiedenen U-Boot-Klassen eingesetzt wird. Das Gesamtsystem, von der Bundeswehr als DBQS-40FTC bezeichnet, besteht aus dem mittelfrequenten Bugsonar DSQS-21DG zusammen mit dem AN5039A1 Intercept-Sonar, den niederfrequenten Flankenantennen FAS 3-1, dem PRS 3-15 zur passiven Entfernungsmessung, dem FMS-52 (MOA 3070) Minenvermeidungssonar und einem Schleppsonar (TAS 83 oder DTA 50).

## Überblick
Die Zielortung durch Sonar läuft immer nach demselben Muster ab: Zuerst wird ein Kontakt breitbandig geortet, d. h. die Geräuschenergie des Kontaktes in einer bestimmten Peilung wird über alle Frequenzen in einem Zeitintervall integriert. Dadurch ist nur der Winkel zum Kontakt bekannt, der über der Zeit aufgezeichnet wird. Die eingehenden Geräusche werden, sobald diese klar genug sind, schmalbandig analysiert. Zuerst wird der Kontakt einer LOFAR-Analyse unterzogen. LOFAR steht für LOw Frequency Analysis and Recording. Dabei werden die charakteristischen Frequenzlinien des Kontaktes analysiert, um das Ziel zu klassifizieren (z. B. Broadsword-Klasse), oder sogar zu identifizieren (z. B. HMS Battleaxe). Die nachfolgende DEMON-Analyse stellt die Geschwindigkeit des Ziels fest. DEMON steht für Demodulation Envelope Modulation On Noise und rechnet die Blattfrequenz in eine Umdrehungsrate, und diese in eine Fahrgeschwindigkeit um. Dazu muss durch militärische Aufklärung oder Spionage bekannt sein, wie viele Blätter der Propeller des Zielfahrzeuges hat, vor allem aber, wie schnell das Fahrzeug bei einer bestimmten Umdrehungsgeschwindigkeit fährt. Das Design von militärischen Schiffspropellern ist deshalb geheim, um dem Gegner die DEMON-Analyse zu erschweren bzw. unmöglich zu machen. Im letzten Schritt, der Target Motion Analysis (TMA), werden die Peilwinkel über der Zeit mit dem Geschwindigkeitsvektor des Schiffes korreliert. Im Idealfall ergibt sich nur eine Lösung, sodass Position, Kurs und Geschwindigkeit des Kontaktes nun bekannt sind.
Die deutschen Unterseebootsonare werden in vier Generationen eingeteilt: Die erste Generation waren nichtintegrierte passive Systeme, die Gruppenhorchgeräte. Die zweite Generation CSU 3 setzte integrierte Sonare ein, in denen die Antenne direkt mit einer Konsole verbunden war. Die dritte Generation war das Standard Sonar 80 (ASO 80, CSU 83, DSQS-21, DBQS-21D) mit passivem Entfernungsmesser (PRS) als Standalone, automatischer spektraler DEMON/LOFAR-Analyse auf Basis des SIP 3 und digitaler Strahlschwenkung mit digitalem Beamforming. Bei der neusten, vierten Generation, dem Standard Sonar 90 (DSQS-23, DBQS-21DG, CSU 90) sind alle Antennen und Konsolen über einen gemeinsamen faseroptischen Bus verbunden, ferner wurde nun auch die Target Motion Analysis (TMA) automatisiert. Die Daten werden an das Kampfsystem des U-Bootes weitergegeben. Bis auf das erste Los der 212er-Klasse, welches das MSI-90U einsetzt, ist dies das ISUS 90 von Atlas Elektronik.
Verschiedene Quellen berichten auch über die Entwicklung eines neuen Sonar 2000 mit dem Kampfsystem ISUS 2000 auf COTS-Basis. Hier soll zum ersten Mal LPI-Aktivsonar eingesetzt werden, welches durch seine Low-Probability-of-Intercept-Eigenschaften von Gegnern schwer geortet werden kann. Ferner sollen neue, planare Seitenantennen (Improved Flank Array Sonar, IFAS) mit 30 × 0,7 m eingesetzt werden. Denkbar wäre der Einsatz in U-Booten der Klasse 216. Die Bestellung der 218SG-Klasse durch die Marine von Singapur, für die ein maßgeschneidertes Führungs- und Waffenleitsystem von ST Electronics und Atlas Elektronik entwickelt werden soll, könnte vielleicht diese Entwicklungen absorbieren.

## Technik

### Sonarsysteme
Im CSU 90 speisen alle Antennen (Bugzylinder, Intercept-Sonar, Seitensonar, Navigationssonar, PRS, Schleppantenne und Eigengeräuschmonitor) auf einen gemeinsamen faseroptischen Bus, welcher mit drei Konsolen verbunden ist. Die Daten des CSU 90 werden wiederum direkt in das Kampfsystem des Schiffes eingespeist. Beim ersten Los der 212er ist das Kongsberg-MSI-90U-Einsatzführungssystem verbaut, spätere Lose und Boote (214er, Dolphin-Klasse, Heroine-Klasse) verwenden das ISUS 90 von Atlas Elektronik.

#### Bugsonar

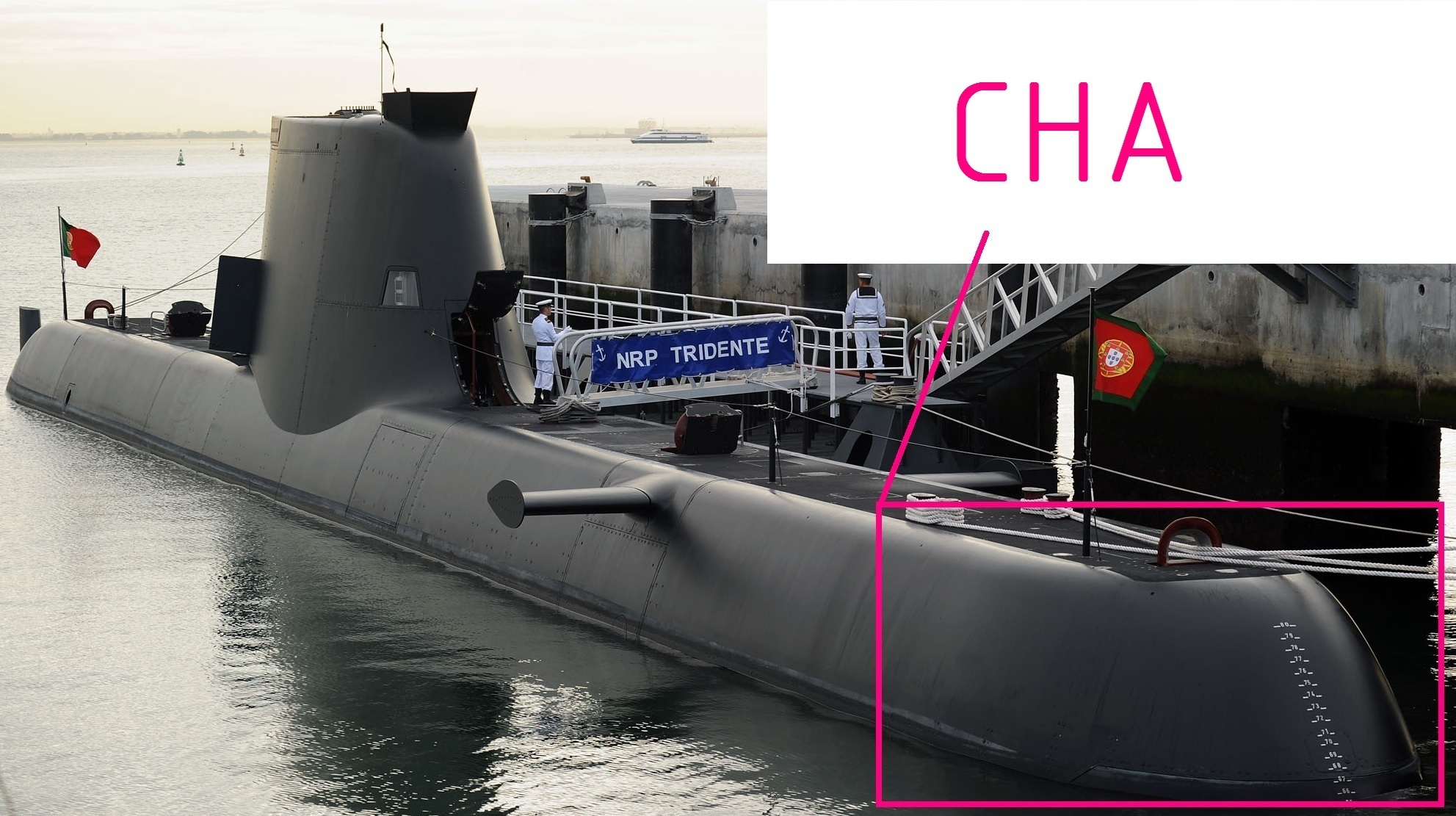
Position des Bugsonars.

Als Bugsonar ist das DSQS-21DG verbaut. Die zylindrische Hydrophonanordnung (CHA) befindet sich oben auf dem Bug. Die veröffentlichten Informationen gehen praktisch gegen Null. Es soll sich aber um ein aktiv/passives Mittelfrequenzsonar im Frequenzbereich von 0,3 bis 12 kHz handeln, was unwahrscheinlich breitbandig ist. Der Durchmesser der Zylinderbasis des Zylinderrings, auf dem die Schallwandler befestigt sind, ist ebenfalls unbekannt. Andere Quellen führen das Gesamtsystem DBQS-40FTC (CSU 90) als Teil des Sonar 90 auf, ohne speziell auf das Bugsonar der Uboote einzugehen.
Moderne Bugsonare besitzen üblicherweise Schallwandler auf Piezobasis in Polyvinylfluorid, die wie Active Electronically Scanned Arrays virtuelle Signalkeulen ausbilden und schwenken können. Es können 32 bis 64 virtuelle Signalkeulen ausgebildet werden, welche durch elektronische Strahlschwenkung gegen 25° Rollen und 8° Stampfen stabilisiert werden. Die Antennen der Sonar-90-Familie decken den Frequenzbereich von 2 bis 11 kHz ab, wenn die Anlage rein passiv betrieben wird.
Die Zylindersonare des Sonar 90 können simultan aktiv und passiv arbeiten. Bei aktivem Betrieb wird eine Bandbreite von 1 kHz für den rein passiven Empfang genutzt. Während eines Pings können zwei verschiedene CW-Frequenzen genutzt werden. Das Senden findet noch analog statt. Die Pulslänge kann zwischen 5, 50, oder 300 ms liegen. Dabei kann entweder CW, FM oder eine Kombination aus beidem gesendet werden, z. B. 50 ms CW gefolgt von 50 ms FM. Die Empfangsdaten von CW und FM werden parallel verarbeitet, um schneller Ergebnisse zu erzielen. Der CW-Anteil dient der Errechnung des Dopplereffekts um die Radialgeschwindigkeit des Ziels zu bestimmen, der FM-Anteil profiliert das Ziel der Länge nach und gibt so Kurswinkel und Rumpflänge des Ziels aus.
Der Intercept-Sonarempfänger, der im Frequenzbereich von 1 bis 100 kHz arbeitet, kann optional nachgerüstet werden. Er verwendet sowohl das Bugsonar, als auch eine separate Abfangsonar-Antenne, um mittel- und hochfrequente Aktivsonare zu orten.

#### Seitensonar
Als Seitensonar ist auf der Back- und Steuerbordseite das FAS-1 integriert, welches als Teil des CSU 90 die Bezeichnung FAS 3-1 erhält. Die Antennen sollen jeweils 20–48 m lang sein und im Frequenzbereich von 10 Hz bis 2,5 kHz arbeiten. Jede Antennenanlage besteht aus 192 Hydrophonen, und deckt einen Winkelbereich von 90° mit einer Genauigkeit von etwa 1° ab. Obwohl die Flank-Array-Systeme (FAS) eine linienförmige Wandleranordnung besitzen, können diese gemäß Patentschrift auch den Elevationswinkel zu einer Geräuschquelle ermitteln. Die Länge jeder Antennenwurst wird hier mit 30 m angegeben, was gut mit dem Augenschein übereinstimmt. Da in vertikaler Richtung die Bündelung dieser Antennen sehr gering bzw. gar nicht vorhanden ist, wird deshalb nur der scheinbare Einfallswinkel von Sonarsignalen anderer Fahrzeuge gemessen, wobei die scheinbaren Einfallswinkel in einer Ebene liegen. Dieser Einfallswinkel stellt eine scheinbare Seitenpeilung dar, die sich aus einem wahren Horizontalwinkel und einem wahren Vertikalwinkel zusammensetzt. Durch Kursänderung und Änderung der Trimmlage, also dem Abkippen des Ubootes um seine horizontale Querachse, ergibt sich eine geänderte scheinbare Einfallsrichtung der Schallwellen, und als deren Komponenten somit auch geänderte Horizontal- und Vertikalwinkel. Die Signalverarbeitungseinrichtung kann somit durch mehrere Messungen des Einfallswinkels auch den Elevationswinkel zu einem Unterwasserfahrzeug berechnen.

#### Navigationssonar
Als Minenmeide- und Navigationssonar wird das FMS 52 eingesetzt. Das System ist an der Bugfront verbaut. Bei den Booten der Klasse 212 ist es über, und bei den Booten der Klasse 214 unter den Torpedorohrmündungen. Es sendet im Frequenzbereich von 30 kHz zur Minensuche, und 70 kHz zur Minenidentifizierung. Die kleine phasengesteuerte Antenne deckt einen Bereich von 90° in Elevation und Azimut ab, mit einer Strahlbreite von 3°. Es können wahrscheinlich 32 virtuelle Signalkeulen erzeugt werden. Das System dient zur Ortung von Ankertauminen, Felsformationen in Fjorden oder anderen Hindernissen.

#### Passive Ranging System

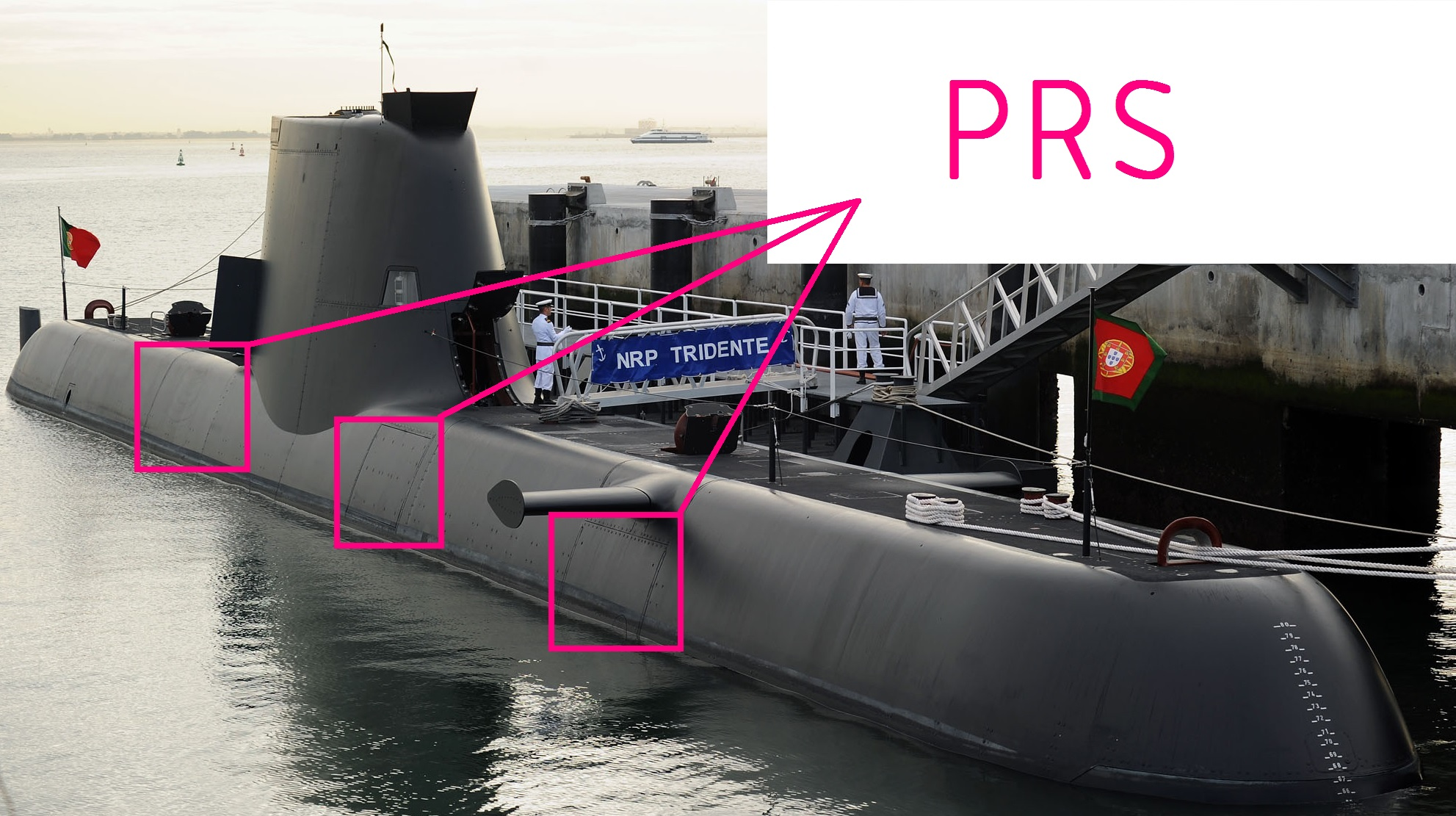
Position des PRS.

Das Passive Ranging System 3 wurde vom CSU 83 übernommen und besteht aus je drei Antennen pro Seite. Im CSU 90 sind Antennen der Version PRS 3-15 verbaut. Jede Antenne besteht aus 15 Zeilen und hat insgesamt 60 Hydrophone, die im Frequenzbereich von 2 bis 8 kHz empfangen. Ziele können im Bereich von 45° bis 135° und 225° bis 315° relativ zur Längsachse mit einer Genauigkeit von 0,5° angepeilt werden. Der nutzbare Winkelbereich beträgt 170° auf jeder Seite.
Das PRS bestimmt die Entfernung zu einer Geräuschquelle durch die Krümmung der Wellenfront, welche durch den Zeitverzug der Wellenfront auf den Antennenelementen bestimmt wird. Jede gekrümmte Wellenfront einfallender Schallwellen erreicht die drei Sensoren mit Zeitdifferenzen, die abhängig von der Entfernung des Fahrzeugs und der Einfallsrichtung der Schallwellen sind. Aus den durch Korrelation ermittelten Zeitdifferenzen wird der Ort des Fahrzeuges ermittelt. Dazu wird bei jeder der drei Antennen pro Seite die Peilung zum Ziel durch Laufzeit- oder Phasenkompensation bestimmt, und Fokussignale gebildet, deren Brennpunkte auf dem Peilstrahl zum Ziel aufgereiht sind. Das größte Fokussignal gibt den Ort des Ziels an. Kurs und Geschwindigkeit des Kontaktes können so automatisch berechnet werden. Die effektive Reichweite beträgt bis zu 15 kyd (13,6 km).

#### Schleppsonar
Das Schleppsonar befindet sich am hinteren Ende des Druckkörpers und ist dort auf der Oberseite auf einer Rolle aufgerollt. Das Schleppkabel wird durch ein patentiertes Verfahren geräuschfrei ein- und ausgerollt. Bei den Booten der 212er-Klasse läuft das Kabel schräg von oben im Heck des Ubootes hinter dem Druckkörper zu einem Ausleger auf der unteren Steuerbordseite, wo es vor den X-Rudern ins Wasser gelangt. Diese ungünstige Konstruktion wurde bei den Booten der 214er-Klasse behoben: Die Ruder sind hier kreuzförmig, sodass das Unterste auch als Ausleger des Schleppsonars dient.
Gemäß älteren Quellen soll das niederfrequente, passive Schleppsonar das TAS 83 sein, welches die U-Boot-Version des TAS 90 für Überwasserschiffe darstellt. Die Schleppantenne empfängt im Bereich 15 Hz bis 1,2 kHz, möglicherweise bis 2,4 kHz. Neuere Quellen sprechen jedoch von einer Antenne mit geringerem Durchmesser, so sei das TAS 83 auf den 212er und 214er Ubooten durch eine 50 mm dicke Antennenanlage DTA 50 ersetzt worden (Bez. möglicherweise TAS 3). Die Apparatur ist 150 m lang, mit jeweils 20 m langen Vibrationsisolatoren an den Enden. Da das Kabel 200 m lang ist, wird die Antenne in etwa 210 Metern hinter dem Boot gezogen. Die Kombination aus Seiten- und Schleppsonar ermöglicht die Entfernungsbestimmung durch Triangulation. Die maximale Ausrollgeschwindigkeit liegt bei 8 kn, die maximale Hörgeschwindigkeit 12 kn, und die maximale Fahrgeschwindigkeit bei 20 kn. Die Antenne kann nach Benutzung wieder eingerollt werden, aber im Notfall auch gekappt werden.
Der Wechsel zu einer dünneren 50-mm-Antenne wurde möglich, weil erstmals Schallwandler als Macro Fiber Composite (MFC) gefertigt wurden. Dabei wird eine Lage piezokeramischer Fasern zwischen zwei Zwischenschichten aus Epoxidharz fixiert und der Verbund oben und unten durch jeweils eine Lage aus Polyimid abgedeckt, auf die ein fingerartig ineinandergreifendes Elektrodenmuster aufgedruckt ist, welches rechtwinklig zu den piezokeramischen Fasern verläuft. Diese elektroakustischen Wandler-Patches werden außen auf eine Reihe von Hohlzylinderstücken fixiert, die über elektrische Kabel miteinander verbunden sind und wie eine Perlenkette (mit Abstand von “Perle” zu “Perle”) in einem Gummischlauch untergebracht sind. Verschiedene Patente von STN Atlas deuten darauf hin, dass der Raum im Gummischlauch zwischen den Hohlzylinderstücken mit einem Gel gefüllt wird, um die Hydrophone im Schlauch zu fixieren.

### Signalverarbeitung
Im Gegensatz zum Sonar 80 arbeitet das Sonar 90 mit Sensorfusion und integrierter Target Motion Analysis (TMA). Das System besteht aus Modulen, davon sind 40 Boards im E-Format oder 20 im DE-Format, oder eine Mischung aus beiden. Jedes Modul nimmt dabei eine Aufgabe der Signalverarbeitung wahr. Ein Rechenschrank nimmt dabei 2 bis 6 Module auf, davon manche als Reserve. Das System verwendet EPR 2300 32-Bit Prozessoren mit Motorola 68030 CPUs und digitalen Signalprozessoren vom Typ ADSP 2100. Eine typische Signalprozessorkarte hat einen 30 MIPS Prozessorarray um häufige Berechnungen wie FFT, Filterung und Normalisierung mit drei digitalen Signalprozessor-Macrocells durchzuführen, jede mit ADSP-2100-Prozessoren mit 240 kByte RAM. Von den insgesamt 500 Rechnerboards existieren 70 verschiedene Typen. Die Software ist in Ada geschrieben.
Alle Sonarantennen speisen in einen gemeinsamen faseroptischen Bus mit drei Konsolen: Eine für das Aktivsonar mit 8 Automated Target Trackern (ATT), eine für die passiven Antennen (8 ATTs für DEMON, und 8 ATTs für LOFAR der Seiten- und Schleppantenne) und eine für das taktische Bild mittels TMA und PRS. Das System kann im Sensorverbund acht Ziele verfolgen, und mit Daten anderer Sensoren ergänzen. Das Modul zur Zielklassifikation SIP 3 des Sonar 80 wurde durch das APC-Modul ersetzt.

#### Aktivsonar
Wenn das Bugsonar aktiv arbeitet, werden die Empfangsdaten von CW und FM parallel verarbeitet, um schneller Ergebnisse zu erzielen. Der CW-Anteil dient der Errechnung des Dopplereffekts um die Radialgeschwindigkeit des Ziels zu bestimmen, der FM-Anteil profiliert das Ziel der Länge nach und gibt so Kurswinkel und Rumpflänge des Ziels aus. Die Darstellung des Aktivsonars erfolgt in einem B-Scope, wobei die Daten von zwei nebeneinander liegenden virtuellen Signalkeulen dargestellt werden. Der Rechner gibt die Fahrgeschwindigkeit des Ziels aus, basierend auf Kurswinkel und Doppler, und eine Einstufung ob der Kontakt ein Uboot ist. Dafür sind mehrere CM50/FM50-Pulse, oder ein CM300/FM300-Puls nötig. Die Sendemodi sind: Omnidirektional (ODT), omnidirektional mit drei aktiven Signalkeulen (TRDT), mit jeweils beliebigen Kombinationen von 5 ms und 50 ms Pulsen; omnidirektionale Suche in einem Sektor (S-ODT), S-TRDT als Kombination aus beiden, und SDT als Sektorsuche für Feuerleitlösungen, wo nur 300-ms-Pulse verwendet werden. Je nach Zielgröße, geforderter Auflösung und Ortungsreichweite werden verschiedene Frequenzen benutzt. Neue mathematische Verfahren sind die Grundlage für die verbesserte Ausnutzung von Sonarleistung. Auf der Grundlage von Modellen zur Schallausbreitung erfolgt eine adaptive Signalverarbeitung, welche die von Ort, Wetter und Jahreszeit abhängigen geophysikalischen Bedingungen (Salzgehalt, Temperatur, Dichte) berücksichtigt und sich auf aktuelle dreidimensionale Karten des Ozeans stützt. Richtung, Entfernung, Doppler und Signalstärke können auf einem PPI angezeigt werden. Für jedes Ziel können die Ergebnisse der letzten 5 Pings eingeblendet werden. Es können bis zu 30 Ziele gleichzeitig verfolgt werden. Zwei Kalman-Filter sorgen für einen sauberen Track, wenn das Ziel manövriert. Durch Zielkorrelation werden Falschziele eliminiert. Bis zu 10 ausgewählte Ziele können auch auf den anderen Sonarkonsolen dargestellt werden. Dadurch können sowohl aktiv als auch passiv geortete Ziele auf den Konsolen dargestellt werden. Die Reichweiteneinstellung der Anzeigen beträgt von 2 kyd (1,8 km) bis zu 48 kyd (43,6 km), mit sechs Zwischenstufen.

#### Passivsonar
Eingangsgeräusche der Passivortung werden integriert, und durch Beamforming eine Karte der Geräuschintensitätsverteilung angelegt. Alle Peilwinkel werden, unter Kenntnis des eigenen Kurses, auf geographisch Nord transformiert. Die Daten von Bug-, Flanken- und Schleppsonar werden gleichzeitig breit- und schmalbandig verarbeitet. Die eingehenden Sonarsignale werden durch einen Hüllkurvendemodulator gezogen, mit einer Fensterfunktion bearbeitet, einer Schnellen Fourier-Transformation unterzogen, normalisiert und signalgemittelt. Bei der schmalbandigen Verarbeitung wird das Signal einer LOFAR- und DEMON-Analyse unterzogen. Erstere kann die Geräuschquelle anhand von Maschinen- und Schraubengeräuschen (Zündrate der Zylinder, Zylinderzahl, Pumpen, Umdrehungsrate der Welle(n), Kavitation usw.) klassifizieren. Anschließend wird das Signal von einer Fuzzylogik einer Demonanalyse unterzogen. Propeller erzeugen intensitätsmodulierte Signale, die durch einen Algorithmus durch Maximasuche, Messung der Abstände zwischen den Frequenzlinien usw. aufgespürt werden. Dieser schlägt 20 Basisfrequenzen vor, welche von einer Fuzzylogik mit Vertrauenswerten versehen werden. Diese werden mit möglichen Propellerblattzahlen multipliziert, und die Ergebnisse ebenfalls mit Vertrauenswerten versehen. Solange die empfangenen Geräusche gut genug sind, kann die Blattzahl und Umdrehungsfrequenz des Antriebes des Kontaktes ausgegeben werden.
Das Automated Target Tracking (ATT) arbeitet ebenfalls mit Fuzzylogik, um die Peilungswinkel-Zeit-Daten in Zielkurse umzurechnen. Dazu wird die breitbandige Geräuschenergie aus einem bestimmten Peilungswinkel für jede Sekunde aufintegriert und analysiert. Die Information wird dann in einem Wasserfall-Plot aufgetragen, d. h. die Zeit über dem Kurswinkel. Je größer die Energie, die aus einem Winkel kommt, desto klarer Kurve, die wie bei einem Wasserfall von oben nach unten läuft. Da diese lokalen Maxima wahrscheinlich die Position von Zielen darstellen, werden Tracker initialisiert. Die Fuzzylogik berechnet auf Basis der vergangenen Peilwinkel den vermuteten Peilwinkel zum Ziel im nächsten Zeitschritt. Wird hier tatsächlich ein passendes Geräusch gefunden, wird dieses der Track-Geschichte des Ziels zugeordnet. Neue Beobachtungen, welche keinem existierenden Tracker zugeordnet werden können, führen zur Initialisierung eines neuen. Wenn an einer prognostizierten Position kein Kontakt gefunden wird, wird der Tracker mit Strafpunkten versehen. Da zwei Vertrauensfaktoren existieren, einmal für den Track und einmal für seine Geschichte, welche nur alle sechzehn Zeitschritte berechnet werden, führt ein Kontaktverlust nicht zwangsläufig zur Terminierung des Tracks, da sich Geräusche auch verdecken können. Die meisten Tracker, welche durch die Falschalarmrate erzeugt werden, werden wegen zu vielen Strafpunkten terminiert. Somit können auch Geräuschquellen auseinandergehalten werden, deren Peilwinkel sich kreuzen oder berühren.
Um die Wasserfahrzeuge und andere Geräuschquellen in Draufsicht auf einem Raster Scan Scope darzustellen, wird Multiple-Hypothesis Tracking (MHT) zur Target Motion Analyse (TMA) angewendet. Dazu werden Zielbewegungen zu unverbindlichen Tracks zusammenfasst, unverbindlich deshalb, weil diese nicht angezeigt werden. Jede neue Ortung in einem bestimmten Peilwinkel sorgt für eine Verflechtung des Hypothesenbaumes. Für die Aufgabe der Extraktion, Löschung und Wartung von Tracks wird die schmalbandige Analyse zu Hilfe genommen. Alle Frequenzen, die ein bestimmtes Ziel (d. h. Peilwinkel) aussendet, werden deshalb gespeichert. Anhand der LOFAR-Analyse wird bestimmt, ob es sich um ein echtes Ziel handelt. Wenn die charakteristischen Frequenzlinien passend sind, wird der Track verbindlich und angezeigt. Durch die charakteristischen Frequenzlinien werden auch Kurven auf dem Wasserfall-Plot zugeordnet, wenn diese zb durch Verdeckung unterbrochen werden. Um eine Berechnungskatastrophe zu vermeiden – die Zahl der Hypothesen steigt exponentiell zur Zahl der Kontakte – werden Strafpunkte und Gating-Techniken eingesetzt.
So genügt es beispielsweise, wenn das Uboot ein sternförmiges Muster abfährt, um Kurs und Position aller Ziele in Reichweite des Sonars zu bestimmen. Je nach Szenario kann es Minuten bis Stunden dauern, bis das Szenario aufgelöst ist, und alle Ziele mit Position und Geschwindigkeitsvektor auf dem PPI-Scope oder Raster Scan Scope verfolgt werden können. Bei Kontakten, die durch das PRS 3-15 geortet werden, oder durch Schlepp- und Seitensonar gleichzeitig, kann Kurs und Position fast verzugslos festgestellt werden. Die Weit- und Schmalbanddaten der Passivortung können den Sonaroperatoren zur manuellen Analyse dargestellt werden. Es können bis zu 20 Passivziele automatisch verfolgt werden. Neue Ziele, egal ob aktiv oder passiv geortet, lösen einen Neues-Ziel-Alarm aus.
Das Aktivsonar erkennt Torpedos an den Luftblasen und der schnellen Zielbewegung, sonst steht dafür das Intercept-Sonar zur Verfügung. Die Antennen bestimmen Winkel, Frequenz, Pulslänge, Impulsfolgefrequenz, und Amplitude zur Entfernungsschätzung. Es können bis zu acht Passivziele gleichzeitig verfolgt werden, und bis zu 10 Signale gleichzeitig klassifiziert werden, z. B. zur Torpedowarnung, welche als Strahlen auf dem PPI abgebildet werden. Von Atlas Elektronik existiert noch ein Patent zur Splash-Ortung. Demnach können luftverbrachte Unterwasserlaufkörper, noch bevor diese die Angriffsfahrt unter Wasser aufgenommen haben, durch das Platschgeräusch beim Eintauchen mit Hilfe einer Wavelet-Analyse geortet werden, um 5–20 Sekunden zu gewinnen, bevor der Torpedo aktiv wird.

### Reichweite
Bei der Betrachtung der Ortungsreichweite eines Sonarsystems ist vor allem die passive Sonarreichweite entscheidend, da eine aktive Ortung die eigene Anwesenheit verraten würde. Die passiven Ortungsmöglichkeiten hängen wiederum von der Schallleistung des gegnerischen Wasserfahrzeuges ab, und der Empfindlichkeit der eigenen Antenne. Letztere stößt an ihre Grenzen, wenn das Fahrzeug im Geräuschhintergrund untergeht. Bei der Ortung von Ubooten, dem schwierigsten Sonarziel, sind dessen Schallemissionen auf verschiedenen Frequenzen zur Klassifizierung ausschlaggebend, aber auch zur Ortung an sich, da im Breitband über das empfangbare Frequenzspektrum integriert wird.
Prinzipiell gilt, dass die Lautstärke der Uboot-Geräuschquelle umgekehrt proportional zum Quadrat der Frequenz ist. Da in der Regel ein Peak bei 50–100 Hz vorhanden ist, fällt die Lautstärke bei über 200 Hz um 6 dB geringer aus. Die niedrigen Frequenzen, und ihr charakteristisches Auftreten können auch bei geringen Fahrstufen geortet, und zur Klassifizierung verwendet werden. Die diskreten Linien bei 0,1–10 Hz werden durch die Drehung des Propellers verursacht, und sind nur schwer abzuschirmen. Auch dämpft Wasser tiefe Frequenzen kaum, sodass diese sehr weit tragen. Frequenzen bis 100 Hz werden durch den Bootskörper und den Antriebsstrang verursacht. Hier existiert ein Peak bei 50 bzw. 60 Hz, entsprechend der Generatorfrequenz. Bei älteren Ubooten konnten noch höhere Harmonische beobachtet werden, also ganzzahlige Vielfache der Grundfrequenz (bis zu 5). Bei Ubooten die seit Ende der 1980er gebaut werden (Los Angeles Flight III, Akula II usw.) existieren keine Peaks mehr über 100 Hz, zumindest wenn diese nicht schneller als etwa 8 Knoten fahren. Moderne Boote wie die Akula-II-Klasse setzen auch Antischall zur Geräuschunterdrückung ein. Bei höheren Geschwindigkeiten dominieren die Strömungsgeräusche, da diese mit dem sechsten Quadrat der Strömungsgeschwindigkeit ansteigen. Doppelte Geschwindigkeit bedeutet deshalb 64-fach lautere Strömungsgeräusche. Gemäß dem Ingenieurkontor Lübeck (IKL) sind die Schallemissionen eines Diesel-Ubootes, das Mitte der 80er Jahre entwickelt wurde (z. B. 211er, neuere 209er), mit E-Fahrt unter Wasser wie folgt (Dezibel über dem Logarithmus der Geschwindigkeit):
- Bis 4 kn geräuschlos
- Von 4 bis 8 kn von 0 auf 8 dB, durch Maschinengeräusche
- Von 8 auf 21 kn von 8 auf 30 dB, durch Strömungsgeräusche
- Von 21 auf 22 kn von 30 auf 40 dB, Kavitationslimit
- Von 22 auf 30 kn von 40 auf 45 dB, kavitierend

Da auch die ungefähren Frequenzverläufe und Geschwindigkeiten gegeben sind, ist ersichtlich, dass diese Boote etwa 10 dB leiser als ein Akula sind, und 20 dB leiser als ein Delta IV, bei jeweils etwa 6 kn. Die Geräuschentwicklung der Kilo-Klasse soll etwa den Akula-Booten entsprechen. Berechnungen zufolge kann ein Los-Angeles-Boot ein Akula auf etwa 4–11 km in der Barentssee mit einer Windgeschwindigkeit von 2 m/s orten, wenn beide 4–8 kn schnell fahren, wobei ein Delta IV bereits auf 7–35 km zu orten wäre.
Gemäß den Angaben von Atlas Elektronik konnte das 50-mm-Schleppsonar bei Tests vor der Küste Kretas in 100 bis 500 m tiefem Wasser ein „Silent Sub“ mit 3 dB im Breitband auf 6,3 km bei 6 kn Eigenfahrt orten. Wird das oben aufgeführte Dieselboot auf E-Fahrt herangezogen, entspricht dies 5 kn Zielgeschwindigkeit. Da das Akula etwa 10 dB lauter sein soll, ergibt sich durch das Abstandsgesetz etwa 20 km Ortungsreichweite. Obwohl das Mittelmeer vor Kreta schlechtere Bedingungen für eine Sonaranlage bietet als die ruhigere und tiefere Barentssee, sind die Ortungsreichweiten des DTA 50 etwa doppelt so hoch wie beim Schleppsonar der 688er-Boote.
Sofern man der Einschätzung des Uboot-Experten Norman Polmar glauben darf, sind die Uboote der Sewerodwinsk-Klasse verglichen mit den Akulas genauso viel leiser, wie die Victor-I-Klasse bzw. Delta-I-Klasse lauter ist. Dies wären etwa 25 dB mehr bzw. weniger. Analog zu oben kann durch das Abstandsgesetz nun 1,1 km bei 5 kn Zielgeschwindigkeit errechnet werden. Die Boote der Seawolf- und Virginia-Klasse sollen gemäß Polmar noch etwas leiser sein. Beide verwenden auch statt des älteren TB-23-Schleppsonars der 688er-Boote das modernere TB-29A, welches seit 2002 ausgeliefert wird.
Laut Atlas Elektronik ist die Reichweite des Seitensonars aufgrund von Eigengeräuschen und einem schlechteren Antennengewinn etwa zehnmal niedriger als beim Schleppsonar. Was gegen Akula-Boote ein Ärgernis darstellt, wird gegen die Sewerodwinsk-Klasse und die modernsten konventionellen Uboote zum Problem. Die oben erwähnte Entwicklung des Improved Flank Array Sonar (IFAS) ist deshalb nachvollziehbar.

## Nutzer
| Land                                        | Bild                         | Typ                 | Indienststellung | Anzahl | U-Verdrängung | Länge  | Bemerkungen                             |
| ------------------------------------------- | ---------------------------- | ------------------- | ---------------- | ------ | ------------- | ------ | --------------------------------------- |
| Schweden                                    | HMS Gotland                  | Gotland-Klasse      | 1996             | 3      | 1.600 t       | 60 m   | Ohne Schlepp- und Navigationssonar      |
| Israel                                      | INS Dolfin                   | Dolphin-Klasse      | 1999             | 4 + 2  | 1.900 t       | > 85 m | Navigationssonar über Torpedomündungen  |
| Deutschland / Italien                       | U34                          | U-Boot-Klasse 212 A | 2003             | 6 + 4  | 1.800 t       | 56 m   | Navigationssonar über Torpedomündungen  |
| Südafrika                                   | SAS Charlotte Maxeke (S-102) | Heroine-Klasse      | 2005             | 3      | 1.400 t       | 62 m   | Ohne Schlepp- und Navigationssonar      |
| Griechenland / Südkorea / Portugal / Türkei | ROKS Son Won-il (SS 072)     | U-Boot-Klasse 214   | 2007             | 6 + 17 | 1.900 t       | 65 m   | Navigationssonar unter Torpedomündungen |